# Псалом 113

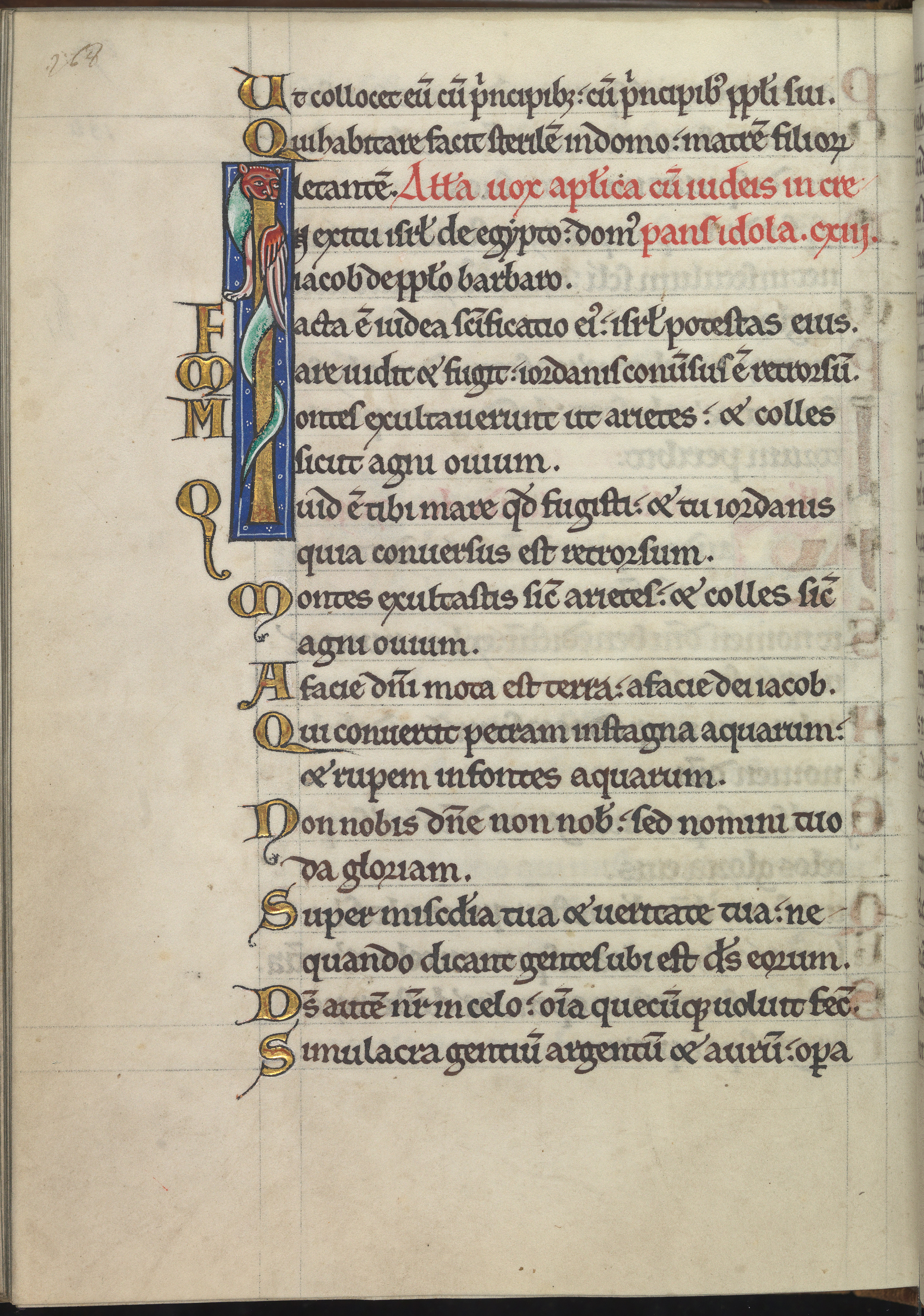
113-й псалом на листе из Псалтири Алиеоноры Аквитанской

Сто трина́дцатый псало́м — благодарственный 113-й псалом из книги Псалтирь (в иудейском Тегилиме текст разбит на два псалма — 114 и 115). Известен по латинскому инципиту In exitu Israel (по Вульгате), «Во исходѣ Израилевѣ». Текст псалма у католиков распевали по модели особого (не подчиняющегося общему правилу формульных мелодий) «блуждающего» тона, tonus peregrinus.
Поскольку псалмы начинаются и оканчиваются словом «аллилуйя», то в христианстве и иудаизме группы псалмов 112—117 и 145—150 часто путают между собой, называя «аллилуйными», поэтому для различения группа 112—117 названа «пасхальной», а 145—150 — «хвалебной».
Псалмы 112—117 написаны специально для праздника Ханука, в продолжение восьми дней которого читают целиком и поныне.

## Текст
В структуре псалма согласно Септуагинте, (дореформенной) Вульгате и церковнославянскому переводу (с Септуагинты) выделяют две части: первая охватывает стихи 1—8, вторая — стихи 9—26. Вторая часть в масоретской версии и в переводах с древнееврейского языка (в том числе, в современных «критических» переводах на немецкий, английский, русский и другие языки) фигурирует как обособленный псалом, которому выделен собственный номер (115). В структуре второй части отчётливо выделяют тематические «блоки»: стихи 12—16 (о языческих идолах), 17—19 (объединены эпифорой), 20—24 (о благословении), 25—26 (финал, «мёртвые» грешники и живые праведники). Стихи 113:9—26, будучи направлены против языческих богов, выражают при этом желание, чтобы и их почитатели были посрамлены, подобно им.
Поэтическим достоинствам 113-го псалма воздавали похвалу в разные века неоднократно. И. Г. Гердер описывал его как «одну из прекраснейших од на всех языках». Видный филолог-библеист Герман Гункель находил в псалме «ясность изложения, поразительную лаконичность, строгое единообразие и красивую регулярность структуры».

Роль параллелизма даже в самом примитивном смысле этого слова прекрасно видна, например, по 114-му псалму (= начало 113-го псалма в Септуагинте и русской традиции), где каждое второе полустишие строго параллельно первому.
— А. С. Десницкий
| Вульгата (Clementina) | Русский перевод (Юнгеров) |
| --- | --- |
| 1 In exitu Israel de Aegypto // domus Jacob de populo barbaro. 2 Facta est Judaea sanctificatio ejus // Israel potestas ejus. 3 Mare vidit, et fugit // Jordanis conversus est retrorsum. 4 Montes exsultaverunt ut arietes // et colles sicut agni ovium. 5 Quid est tibi, mare, quod fugisti? // et tu, Jordanis, quia conversus es retrorsum? 6 Montes, exsultastis sicut arietes? // et colles, sicut agni ovium? 7 A facie Domini mota est terra, // a facie Dei Jacob 8 Qui convertit petram in stagna aquarum // et rupem in fontes aquarum. | 1 По исходе Израиля из Египта, дома Иакова — из варварскаго народа, 2 Иудея стала святынею Его, Израиль — областию Его. 3 Море увидело и побежало, Иордан возвратился вспять. 4 Горы прыгали, как овны, и холмы, как ягнята у овец. 5 Что с тобою, море, что ты побежало? и что с тобою, Иордан, что ты возвратился вспять? 6 [Что с вами] горы, что вы запрыгали, как овны? и холмы, как ягнята у овец? 7 От лица Господа подвинулась земля, от лица Бога Иаковлева, 8 Обратившего камень в озеро воды и несекомый [гранит] — в источники вод. |
| 9 Non nobis, Domine, non nobis // sed nomini tuo da gloriam super misericordia tua et veritate tua. 10 Nequando dicant gentes: Ubi est Deus eorum? 11 Deus autem noster in caelo // omnia quaecumque voluit fecit. 12 Simulacra gentium argentum et aurum, // opera manuum hominum. 13 Os habent, et non loquentur // oculos habent, et non videbunt. 14 Aures habent, et non audient // nares habent, et non odorabunt. 15 Manus habent, et non palpabunt // pedes habent, et non ambulabunt, // non clamabunt in gutture suo. 16 Similes illis fiant qui faciunt ea, // et omnes qui confidunt in eis. 17 Domus Israel speravit in Domino, // adjutor eorum et protector eorum est. 18 Domus Aaron speravit in Domino // adjutor eorum et protector eorum est. 19 Qui timent Dominum, speraverunt in Domino // adjutor eorum et protector eorum est. 20 Dominus memor fuit nostri, et benedixit nobis, // benedixit domui Israel, benedixit domui Aaron. 21 Benedixit omnibus qui timent Dominum // pusillis cum majoribus. 22 Adjiciat Dominus super vos, // super vos et super filios vestros. 23 Benedicti vos a Domino // qui fecit caelum et terram. 24 Caelum caeli Domino, // terram autem dedit filiis hominum. 25 Non mortui laudabunt te, Domine // neque omnes qui descendunt in infernum, 26 Sed nos qui vivimus, benedicimus Domino, // ex hoc nunc et usque in saeculum. | 9 Не нам, Господи, не нам, а имени Твоему дай славу, по милости Твоей и истине Твоей. 10 Пусть никогда не говорят язычники: Где Бог их? 11 Бог же наш на небе и на земле. Всё, что захотел, сотворил. 12 Идолы язычников — серебро и золото, дела рук человеческих. 13 Уста имеют, но не проговорят; глаза имеют, но не увидят. 14 Уши имеют, но не услышат; ноздри имеют, но не обоняют. 15 Руки имеют, но не осяжут; ноги имеют, но не пойдут; не издадут голоса гортанью своею. 16 Подобны им да будут делающие их и все надеющиеся на них. 17 Дом Израилев уповал на Господа, Он — помощник и защитник для них. 18 Дом Ааронов уповал на Господа, Он — помощник и защитник для них. 19 Боящиеся Господа уповали на Господа, Он — помощник и защитник для них. 20 Господь, вспомнив о нас, благословил нас: благословил дом Израилев, благословил дом Ааронов, 21 Благословил боящихся Господа, малых и великих. 22 Да приложит Господь [благ] вам, вам и сыновьям вашим. 23 Благословенны вы Господом, сотворившим небо и землю. 24 Превысшее небо — Господу, а землю Он дал сынам человеческим. 25 Не мёртвые восхвалят Тебя, Господи, ни все нисходящие во ад, 26 Но мы, живые, будем благословлять Господа отныне и до века. |

## Богослужебное использование
Католицизм
По уставу святого Бенедикта, 113-й псалом пели на Vespers в понедельник.
Православие
113-й псалом полностью поют в субботу 7-й седмицы после Пасхи, в дни Великого поста, на утрени суббот, на утреню субботы Богоявления и Благовещания Пресвятой Богородицы. Отдельные стихи псалма поют по разным случаям.
Иудаизм
113-й псалом является частью группы псалмов 112—117, которая в талмудическом иудаизме называется «египетским галелем». Полный галель произносят по праздникам, укороченный галель произносят по новомесячьям и на протяжении недели после праздников.
113:26 «но мы [живые] будем благословлять Господа отныне и вовек, аллилуия» поют в конце молитвы «Ашрей» так, чтобы начать следующую молитву этим же словом «аллилуйя» (145-й псалом).

## Рецепция
Музыка
В западнохристианской традиции 113-й псалом распевали на особый, так называемый «блуждающий» (tonus peregrinus), псалмовый тон. Выбор tonus peregrinus для текста, описывающего странствие (блуждание) многострадального иудейского народа, возможно, имел риторическое значение. Отдельные стихи псалма использовали в Средние века в качестве текстовой основы для григорианских антифона, версов респонсориев и аллилуй. Последний стих псалма Nos qui vivimus — известен как один из первых в истории музыки образцов нотированной полифонии. В качестве примера техники органума он приведён в трактате Псевдо-Хукбальда (Хогера Верденского?) конца IX века Musica enchiriadis. В эпоху Возрождения и барокко композиторы использовали латинский текст как, например, в лютневой табулатуре В. Галилея (в его трактате «Фронимо», 1584), в мотетах А. Вивальди (RV 604), Я. Д. Зеленки (ZWV 83, ZWV 84), Ж.-Ж. де Мондонвиля (1753), так и переводы псалма на новоевропейские языки, как в When Israel came out of Egypt У. Бёрда, Als das Volk Israel auszog Г. Шютца (сб. «Псалмы Давидовы», SWV 212), Da Israel aus Ägypten zog Ф. Мендельсона (op. 51).
Литература
| Егда Израиль з Египта идяше, из людей варвар в Сион исхождаше. Род Иудейский Богу освятися, Израиль область Его сотворися. Море видевше, побеже на двое, Иордан вспяти стремление свое. Горы ся, яко овни, возыграша, холми же, яко агнцы стад, скакаша. Что ти бысть море, яко разделися, ты, Иордане, Вскую воспятися. Вы, яко овни, горы возыграсте и холмы, яко агнцы стад, скакасте. От лица Бога земля подвиженна, Его же воли вся суть покоренна. Им же в езера камень обратися, и несекомый в источник расплыся. Не нам, Господи, ни нам сию славу, но имени Ти сотвори и хвалу. Милости ради и правды Твоея Израиль радость да имать от нея. Да не рекут же язы́цы, наш Боже, где убо бог их, что оным поможе. Бог же наш в небе елика хотяше, вся и на земли по воли сделаше. Идоли язык сребро суть и злато, рук людских дело, иже сами блато. Уста имуще, словес не вещают, очи имуще, ничто созерцают. Ушеса имут, ни могут слышати и ноздрями си ничто обоняти. Ручными персты ничто осязают, ноги имуще, ходити не знают. Гортань не может гласа испустити, ни един от уд, что любо, творити. Точни им да суть, иже ся творяют, и в них надежду свою полагают. Симеон Полоцкий, «Псалтирь рифмотворная», 1678 | Израиль изъ Егiпта весь, Какъ-вышелъ-и-отъ-ва́рваръ му́ки Іаковль съ чады домъ и съ внуки; Въ святыню сталъ Іуда здѣсь, А самъ Ізраиль въ область Богу: Зря Море побѣжало прочъ, Зря Іорданъ Его всю мочь, Вспять обратилъ свою́ доро́гу. Взыгрались Го́ры какъ-Овцы́, Какъ-Агнцы-Хо́лмы заскакали: О! Море, что-толь-утека́ли Всѣ во́лны, то съ какой вины? Что жъ, Іорданъ, назадъ катились Твои струи, то отъ чего? Вы Го́ры, Хо́лмы, для кого Въ толику радость попустились? Земля! трепе́щи отъ Лица́ Господня, и едина Бога Іаковля, кой-безъ-прило́га; Симъ трепетомъ почти Творца: Обращша вЪ Е́зера глубо́ки Тамъ Камень, и сей твердый Родъ, Текущихъ изобильно водъ Въ преслатки къ питiю истоки. Не намъ, о! Господи, не намъ; Но Твоему вседолжну славу Воздай ту Имени по праву, За милость и за Правду Самъ: Чтобъ Зло Родо́въ не говорило: Гдѣ Богъ ихъ?... Богъ нашъ въ небесахъ, И на Землѣ Онъ въ чудесахъ; Всхотѣлъ, и то быть ускорило. Ихъ Боги, злато и сребро, Людски́ми здѣланы руками: Уста имѣютъ, но устами, Отнюдъ ни въ худо ни въ добро, Не подаютъ они увѣта, Да и вконецъ не говорятъ; Глаза́ у нихъ, однакъ не зрятъ, Для оныхъ нѣтъ конечно свѣта. Не слышатъ ничего ушми́; Ноздрями тѣ не обоняютъ; Ниже́ руками не стисняютъ, Хоть есть у нихъ видъ рукъ съ плечми́: Пусть имутъ но́ги, но не ходятъ; Гортанiю, хотябъ на-вла́съ, Не могутъ изразить свой гласъ, Сего ни пи́скомъ не заводятъ. Которыи-творятъ такъ ихъ, Да будутъ имъ подобны точно; И всѣ надѣющися прочно На тѣхъ въ потребностяхъ своихъ: Но Домъ Ізраилскъ уповаетъ На Го́спода, тому сей честь, Сей по́мощь и защита есть; Симъ тотъ невреденъ пребываетъ. Надежденъ Аароновъ домъ На Го́спода и Бога сла́вна; Онъ по́мощь и защита главна, Ему и вѣрная при томъ: Всѣ кои-Го́спода боятся, На Го́спода надежда имъ; Онъ по́мощь подаетъ Свои́мъ, Въ Его они защитѣ зрятся. Господь насъ всѣхъ воспомянулъ, Онъ насъ благословилъ обильно; На домъ Ізраилскъ зритъ умильно, На домъ Аро́нь въ щедротѣ дхнулъ: Великихъ, малыхъ отъ породы, Боящихся благословитъ; Господь еще́ то возновитъ И вамъ, и чадамъ вашимъ въ роды. Благословенны вы Творцемъ Небесъ, Земли́, и Твари многи! Господь себѣ избра́лъ въ чертоги Верьхи Небесъ съ ихъ всемъ лицемъ: Но повелѣлъ владѣть землею Потомству человѣчу Онъ; Чтобъ былъ Ему отъ всѣхъ поклонъ, Извелъ имъ всю потребность Ею. О! Господи, не мертвыхъ знобъ Возможетъ Тя хвалить прилично; Ниже́ прославить могутъ слично Всѣ нисходящiи во гробъ: Но мы живыи человѣки, Тя Го́спода превознесемъ, И Тя благословимъ о всемъ, Поя отнынѣ и во вѣки. В. К. Тредиаковский, 1753 | Какъ домъ Израилевъ изъ странъ Египта шелъ, Отъ запада, къ востоку, И родъ Іякова съ собой начальникъ велъ, Ко окіянову затоку, Отъ тѣхъ бреговъ, въ которы плещетъ Нилъ, И иго Моисей въ свободу премѣнилъ, Іюда сталъ святынею въ то время, Господствіемъ Израилево племя, Отверстый путь имъ данъ: Всевышня сила все превозмогала: Смутилися валы, пучина убѣгала, И возвратился Іорданъ: Почто, о море ты дрожало, И прочь бѣжало, Покинувъ прежній станъ? А ты о Іорданъ, Почто не возмутился, И ко источнику ліяся возвратился? Взыгрались холмы зря ихъ ходъ, Возвеселились горы, Что Богъ къ Израилю спустилъ на землю взоры, И ниспослалъ онъ имъ благословенный годъ: Отъ радости тогда земля вострепѣтала, И новой красотой вселенная блистала: Изъ твердыя горы струи тогда текли: Изъ камня къ питію тутъ воду извлекли. А вы язычники для адской васъ ловитвы: И наковы Тѣ Боги, таковы Безчувственны и вы, Предпочитающе тварь мертвую и тлѣнну, Царю и Господу сотворшему вселенну. А. П. Сумароков, 1787 |

Армия
Цитата 113:9 (115:1) Non nobis, Domine, non nobis sed nomini tuo da gloriam на латинском использована как девиз тамплиерами.
Цитата 113:9 «не намъ, Господи, не намъ, но имени Твоему» использована на российской медали победы в войне 1812 года в качестве парафраза «не намъ, не намъ, а имени Твоему».